# Daniel Rollin de Saint-André
Daniel Rollin de Saint-André, né en 1601 à Metz et mort le 4 août 1662 à Königsbach-Stein, est un officier supérieur hessois, actif pendant la guerre de Trente Ans. Colonel pour le royaume de Suède, puis pour la Hesse, il fut gouverneur de la ville de Lippstadt.

## Biographie
Fils du baron Jacques de Podio de Saint-André, un huguenot français d'origine dauphinoise, et de Marthe de Cibo, Daniel Rollin de Saint-André naît à Metz en 1601,. Sa famille s'exile d'abord en Hollande, en 1602, puis en pays souabe. Vers 1631, Saint-André entre au service du roi de Suède Gustave II Adolphe, qui, par ses campagnes victorieuses contre le Danemark, la Russie et la Pologne, fera de son pays, la principale puissance du Nord. 
En Pologne, le capitaine Saint-André commande une compagnie de Dragons. En Allemagne, il est promu Major, commandant, toujours dans les Dragons. En 1634, il commande un régiment de "Dragons hessois", avec le grade d'Oberstleutnant, lieutenant-colonel. En 1635, le « lustige hessische Oberst », comme le qualifie Grimmelshausen dans ses écrits, est nommé commandant de place, puis gouverneur de la ville de Lippstadt, qu'il défend contre les Impériaux jusqu'aux traités de Westphalie. Après son mariage avec Lukretia von Beckermanndt, en 1648, Saint-André acquiert de nouvelles terres à Königsbach,. 
Le baron Daniel Rollin de Saint-André décéda à Königsbach-Stein, dans le Bade-Wurtemberg, le 4 août 1661.